# Weinen, Klagen, Sorgen, Zagen
Weinen, Klagen, Sorgen, Zagen (BWV 12) ist eine Kirchenkantate von Johann Sebastian Bach. Bach arbeitete später den Anfangsteil des titelgebenden Chorsatzes zum Crucifixus seiner h-Moll-Messe um.

## Entstehung
Bei dieser Kantate handelt es sich um eines der frühen Werke aus Bachs Weimarer Zeit. Komponiert wurde sie für den Gottesdienst in der Schlosskapelle am 22. April 1714. Bach hatte mit seiner Ernennung zum Konzertmeister auch die Verpflichtung zur Komposition und Aufführung einer monatlichen Kirchenkantate übernommen. Weinen, Klagen, Sorgen, Zagen war die zweite der so entstandenen Kompositionen nach Bachs Amtsantritt. Der überwiegend frei gedichtete Text stammt wahrscheinlich von Salomon Franck, dem Verfasser der meisten Weimarer Kantatentexte Bachs. Der abschließende Choral ist die letzte Strophe des Kirchenliedes Was Gott tut, das ist wohlgetan von Samuel Rodigast. Eine weitere Aufführung in g-Moll statt ursprünglich f-Moll mit nur geringen Veränderungen gegenüber der Urfassung ist für den 30. April 1724 in Leipzig nachgewiesen.

## Text
Die Kantate ist für den dritten Sonntag nach Ostern (Jubilate) bestimmt, dem der Evangelientext Joh 16,16–23  (Eure Traurigkeit soll in Freude verkehrt werden) zugrunde liegt. Der Text der Kantate spielt auf diesen Gedanken an und stellt dem Leid des Gläubigen das Leiden Christi gegenüber, um am Ende dem getreuen Christen das Ende aller Mühsal zu verkünden.

## Besetzung
- Gesangssolisten: Alt, Tenor, Bass
- Chor: Sopran, Alt, Tenor, Bass
- Orchester: Violine I/II, Viola I/II, Oboe, Fagott, Trompete, Basso continuo

## Einteilung
1. Sinfonia
2. Coro: Weinen, Klagen, Sorgen, Zagen
3. Recitativo (Alt, Violinen): Wir müssen durch viel Trübsal in das Reich Gottes eingehen
4. Aria (Alt, Oboe): Kreuz und Krone sind verbunden
5. Aria (Bass, Violinen): Ich folge Christo nach
6. Aria (Tenor, Trompete): Sei getreu, alle Pein
7. Choral (Violine): Was Gott tut, das ist wohlgetan

## Musik
Wie viele Kantaten aus Bachs Zeit in Weimar beginnt das Werk mit einer einleitenden Sinfonia. In diesem ersten Teil malt eine Solo-Oboe das „Klagen“ klangbildlich aus.

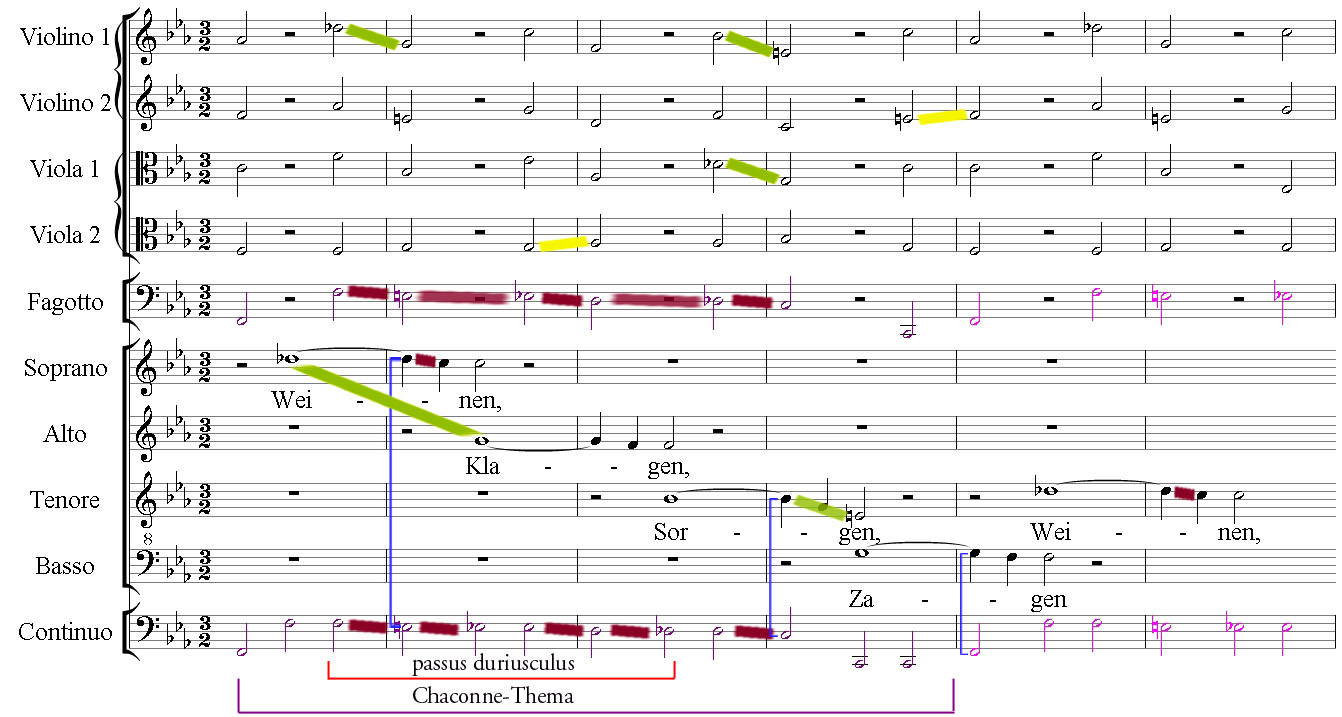
BWV 12, Beginn von Satz 2, Weinen, Klagen, Sorgen Zagen

Der erste Teil des folgenden Chorsatzes in Da-Capo-Form ist eine Chaconne im 3/2-Takt. Ihr liegt im Continuo ein Ostinato zugrunde, das in Sekundschritten absinkt. In äußerster Sparsamkeit der Mittel singen die Vokalstimmen zunächst jede nur ein Wort, wie einen gedehnten Seufzer. In allmählicher Verdichtung bleiben sie bei diesen vier Wörtern bis zur siebten Wiederholung der Bassfigur, zu der sie homophon den Text fortsetzen. Der Mittelteil, dessen Text nur aus dem Nebensatz (über die Christen) besteht „die das Zeichen Jesu tragen“, ist im Kontrast flüssiger gestaltet, Un poco allegro, und endet Andante mit aufsteigenden Einsätzen der Stimmen.
Ungewöhnlich ist das nach dem Bibelrezitativ anschließende Aufeinanderfolgen von drei Arien ohne verbindende Rezitative. Dies macht deutlich, dass sich der Übergang vom älteren Kantatentyp zu der standardisierten von Erdmann Neumeister geprägten modernen Form bei Bach nicht abrupt vollzogen hat und beide Formen in Bachs Werk dieser Zeit nebeneinander stehen. Die Tenorarie wird von einer Solotrompete begleitet, die die Choralmelodie „Jesu, meine Freude“ zitiert.
Dem vierstimmigen Schlusschoral, bei dem sonst die Instrumente nur die Chorstimmen verstärken, fügt der Komponist eine fünfte obligate Stimme für Violine hinzu, die das Werk besonders glanzvoll beschließt.

## Einspielungen
DVD
- Weinen, klagen, sorgen, zagen. Kantate BWV 12. Rudolf Lutz, Chor und Orchester der J. S. Bach-Stiftung, Margot Oitzinger (Alt), Bernhard Berchtold (Tenor), Wolf Matthias Friedrich (Bass). Samt Einführungsworkshop sowie Reflexion von Andrea Köhler. Gallus Media, 2014.